# (33041) 1997 TG17
1997 TG17 (asteroide 33041) é um asteroide da cintura principal. Possui uma excentricidade de 0.22155090 e uma inclinação de 6.23659º.
Este asteroide foi descoberto no dia 6 de outubro de 1997 por Yoshisada Shimizu e Takeshi Urata em Nachi-Katsuura.